# ایگلویل (آلاباما)
ایگلویل (آلاباما) (به انگلیسی: Aigleville (Alabama)) یک سکونتگاه مسکونی در ایالات متحده آمریکا است که در آلاباما واقع شده است.

## خصوصیات
ایگلویل ۴۹٫۰۷ متر بالاتر از سطح دریا واقع شده است.